# Představenstvo
Představenstvo (profesním slangem board – z angl. Board of Directors) je statutární orgán, volený výbor, který řídí běžnou činnost akciové společnosti nebo družstva. Právní úprava představenstva je obsažena v zákoně o obchodních korporacích (do konce roku 2013 v obchodním zákoníku).

## Představenstvo akciové společnosti
Představenstvo (§ 435–445 ZOK) je v akciových společnostech s dualistickým systémem vnitřní struktury statutárním orgánem, kterému přísluší obchodní vedení společnosti. Rozhoduje o všech záležitostech společnosti, které nejsou zákonem nebo stanovami vyhrazeny do působnosti valné hromady nebo dozorčí rady. Nevyplývá-li ze stanov něco jiného, za představenstvo jedná navenek jménem společnosti každý člen představenstva. Členové představenstva, kteří zavazují společnost, a způsob, kterým tak činí, se zapisují do obchodního rejstříku. Právo představenstva jednat jménem společnosti může být omezeno stanovami, tato omezení však nejsou účinná vůči třetím osobám.
Představenstvo zajišťuje řádné vedení účetnictví, předkládá valné hromadě ke schválení účetní uzávěrky a v souladu se stanovami také návrh na rozdělení zisku nebo úhradu ztráty.
Členy představenstva volí a odvolává valná hromada, ledaže stanovy určí, že tato působnost náleží dozorčí radě. Neurčí-li stanovy jinak, má představenstvo 3 členy, kteří si ze svého středu volí předsedu.
Na členy představenstva se vztahuje zákaz konkurence, člen představenstva tedy nesmí podnikat v předmětu činnosti společnosti ani zprostředkovávat obchody společnosti pro jiného.

## Představenstvo družstva
Představenstvo družstva (§ 705–774 ZOK) je statutárním orgánem družstva, kterému přísluší obchodní vedení družstva. Představenstvo plní usnesení členské schůze a odpovídá jí za svou činnost.
Nestanoví-li stanovy vyšší počet členů, má představenstvo 3 členy, kteří si ze svého středu volí předsedu.
Na členy představenstva se vztahuje zákaz konkurence, člen představenstva tedy nesmí podnikat v předmětu činnosti družstva ani zprostředkovávat obchody družstva pro jiného, nesmí být ani členem statutárního orgánu jiné právnické osoby se shodným předmětem činnosti nebo osoby v obdobném postavení, ledaže se jedná o koncern, společenství vlastníků jednotek nebo družstvo, jehož členy jsou pouze jiná družstva. Neslučitelné jsou také funkce člena představenstva a kontrolní komise družstva.
V družstvu, které má méně než 50 členů (malé družstvo), mohou stanovy určit, že se představenstvo nezřizuje a statutárním orgánem je předseda družstva (§ 726 ZOK).